# NGC 4190

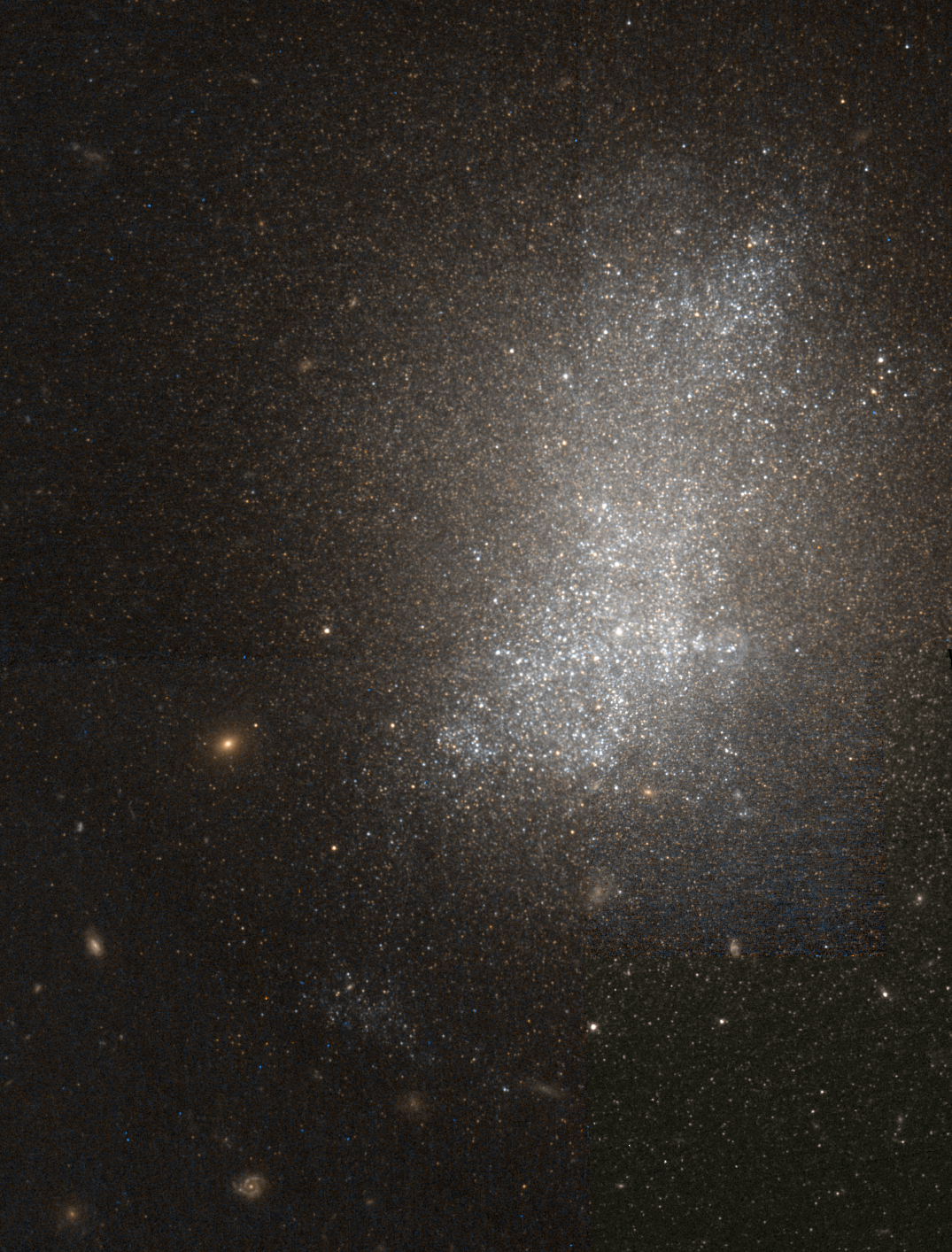
NGC 4190 par le télescope spatial Hubble.

NGC 4190 est une galaxie irrégulière rapprochée, magellanique et naine. Elle est située dans la constellation des Chiens de chasse. NGC 4190 a été découverte par l'astronome germano-britannique William Herschel en 1785.

## Caractéristiques
La classe de luminosité de NGC 4190 est V-VI et elle présente une large raie HI.

### Distance
Sa vitesse par rapport au fond diffus cosmologique est de 486 ± 18 km/s, ce qui correspond à une distance de Hubble de 7,17 ± 0,57 Mpc (∼23,4 millions d'al).
À ce jour, sept mesures non basées sur le décalage vers le rouge (redshift) donnent une distance de 4,044 ± 1,319 Mpc (∼13,2 millions d'al), ce qui est à l'extérieur des valeurs de la distance de Hubble. Notons de plus que cette galaxie est relativement rapprochée du Groupe local et que l'on obtient souvent des distances de Hubble assez différentes pour les galaxies rapprochées en raison de leur mouvement propre dans le groupe où l'amas où elles sont situées. Cette valeur est sans doute plus près de la distance réelle de cette galaxie. Notons que la base de données NASA/IPAC calcule le diamète des galaxies en utilisant la valeur des mesures indépendantes du décalage lorsqu'elles existent.

### Brillance de surface
En raison d'une brillance de surface égale à 14,39 mag/am2, on peut qualifier NGC 4190 de galaxie à faible brillance de surface (LSB en anglais pour low surface brightness). Les galaxies LSB sont des galaxies diffuses (D) avec une brillance de surface inférieure de moins d'une magnitude à celle du ciel nocturne ambiant.

## Groupe de NGC 4631 et de NGC 4214
Selon A.M. Garcia, la galaxie NGC 4190 fait partie d'un groupe de galaxies qui compte au moins 14 membres, le groupe de NGC 4631. Les autres membres sont NGC 4150, NGC 4163, NGC 4214, NGC 4244, NGC 4308, NGC 4395, NGC 4631, NGC 4656, IC 779, MCG 6-28-0, UGC 7605, UGC 7698, UGCA 276.
Selon Abraham Mahtessian, quatre des galaxies de ce groupe (NGC 4163, NGC 4190, NGC 4214 et NGC 4244) font partite du groupe de NGC 4214, la galaxie la plus brillante. Mahtessian mentionne aussi appartenance de NGC 4395 au groupe de NGC 4631, mais il n'y figure que cinq galaxies. En plus de NGC 4935, de NGC 4631 et de NGC 4656, deux autres galaxies non présentent dans la liste de Garcia y figurent, soit NGC 4509 et NGC 4627.
Cette galaxie, comme plusieurs de ce groupe, est relativement rapprochée du Groupe local et on obtient presque systématiquement une distance inférieure en se basant sur le décalage. Cette différence provient du mouvement propre de ces galaxies dans le groupe.